# Primera División de México 1954-55
La Temporada 1954-55 fue la edición XII del campeonato de liga de la Primera División en la denominada "época profesional" del fútbol mexicano; Comenzó el 22 de agosto y finalizó el 23 de enero. El Zacatepec obtuvo su primer título de liga en la máxima categoría y el segundo en 7 años de existencia, el primero ya lo había conseguido cuando ascendió a la máxima categoría en la temporada 1950-51, cuando se fundó la segunda división.
El cuadro dirigido por Don Ignacio Trelles, inició la temporada con una victoria angustiante sobre el cuadro fresero del Irapuato por un marcador de 5-4, a la semana siguiente paso por encima del Atlante, al visitarlo y ganarle con un contundente 3-1, en los siguientes 3 juegos, se fue con dos victorias por 1-0 sobre el Toluca y el América, respectivamente y un empate a 3 en su visita al parque Óblatos de Guadalajara contra las Chivas, recibiendo al Puebla en Zacatepec, recibió su primer descalabro por un marcador de 1-0 en favor del conjunto camotero. Conforme fue pasando la temporada, el conjunto cañero se fue despegando del conjunto tapatio ya que los dos estaban de líderes, pero un error del Guadalajara en las 2 en las últimas jornadas le costó el segundo lugar ya que perdió con el Necaxa y el descendido Marte, y eso le valió al Zacatepec que hiciera todo lo contrario y ganara sus dos últimos juegos, el primero recibiendo en la vuelta al conjunto del Oro y después visitando a su rival morelense, el Marte.
El cuadro cañero estaba conformado por dos de los jugadores mundialistas de Suiza 1954, Raúl Cárdenas y José Antonio Roca.

## Sistema de competencia
Los doce participantes disputan el campeonato bajo un sistema de liga, es decir, todos contra todos a visita recíproca; con un criterio de puntuación que otorga dos unidades por victoria, una por empate y cero por derrota. El campeón sería el club que al finalizar el torneo haya obtenido la mayor cantidad de puntos, y por ende se ubique en el primer lugar de la clasificación. 
En caso de concluir el certamen con dos equipos empatados en el primer lugar, se procedería a un partido de desempate entre ambos conjuntos en una cancha neutral predeterminada al inicio del torneo; de terminar en empate dicho duelo, se realizará uno extra, y de persistir la igualdad en este, se alargaría a la disputa de dos tiempos extras de 30 minutos cada uno, y posteriormente Tiros desde el punto penal, hasta que se produjera un ganador.
En caso de que el empate en el primer lugar fuese entre más de dos equipos, se realizaría una ronda de partidos entre los involucrados, con los mismos criterios de puntuación, declarando campeón a quien liderada esta fase al final.
Para el resto de las posiciones que no estaban involucradas con la disputa del título y el descenso, su ubicación, en caso de empate, se definía por medio del criterio de gol average o promedio de goles, y se calculaba dividiendo el número de goles anotados entre los recibidos. 
En tanto que de forma inversa, el último y penúltimo lugar de la clasificación, participarían en un cuadrangular al lado del subcampeón y el tercer lugar de la Segunda División, para definir el descenso y la posterior ampliación a 14 equipos del máximo circuito.

### Ascensos y descensos
| Pos | Ascendido de la Segunda División 1953-54 |
| --- | ---------------------------------------- |
| 1.º | Irapuato FC                              |

| Pos  | Descendido en la Primera División 1953-54 |
| ---- | ----------------------------------------- |
| 12.º | Atlas                                     |

## Equipos participantes

### Equipos por entidad federativa
En la temporada 1954-1955 jugaron 12 equipos que se distribuían de la siguiente forma:
| Oro Guadalajara León Irapuato Necaxa Puebla Toluca América Atlante Zacatepec Marte Tampico | \| Entidad Federativa \| N.º \| Equipos \| \| ------------------ \| --- \| -------------------------- \| \| Distrito Federal \| 3 \| América, Atlante, y Necaxa \| \| Jalisco \| 2 \| Oro y Guadalajara \| \| Guanajuato \| 2 \| Irapuato y León \| \| Morelos \| 2 \| Marte y Zacatepec \| \| Estado de México \| 1 \| Toluca \| \| Puebla \| 1 \| Puebla \| \| Tamaulipas \| 1 \| Tampico \| |                            |
| Entidad Federativa                                                                         | N.º | Equipos                    |
| Distrito Federal                                                                           | 3 | América, Atlante, y Necaxa |
| Jalisco                                                                                    | 2 | Oro y Guadalajara          |
| Guanajuato                                                                                 | 2 | Irapuato y León            |
| Morelos                                                                                    | 2 | Marte y Zacatepec          |
| Estado de México                                                                           | 1 | Toluca                     |
| Puebla                                                                                     | 1 | Puebla                     |
| Tamaulipas                                                                                 | 1 | Tampico                    |

### Información de los equipos participantes
| \| Equipo \| Sede \| Estadio \| En Primera desde... \| \| ----------------- \| ------------------------ \| ---------------------- \| ------------------- \| \| América (AME) \| Ciudad de México \| Ciudad de los Deportes \| 1943 \| \| Atlante (ATT) \| Ciudad de México \| Ciudad de los Deportes \| 1943 \| \| Guadalajara (GDL) \| Guadalajara, Jalisco \| Parque Oro \| 1943 \| \| Irapuato (IRA) \| Irapuato, Guanajuato \| Revolución \| 1954 \| \| León (LEO) \| León, Guanajuato \| La Martinica \| 1944 \| \| Marte (MAR) \| Cuernavaca, Morelos \| Deportivo Morelos \| 1943 \| \| Necaxa (NEC) \| Ciudad de México \| Ciudad de los Deportes \| 1950 \| \| Oro (ORO) \| Guadalajara, Jalisco \| Parque Oro \| 1944 \| \| Puebla (PUE) \| Puebla, Puebla \| Parque El Mirador \| 1944 \| \| Tampico (TAM) \| Tampico, Tamaulipas \| Tampico \| 1945 \| \| Toluca (TOL) \| Toluca, Estado de México \| Héctor Barraza \| 1953 \| \| Zacatepec (ZAC) \| Zacatepec, Morelos \| Parque del Ingenio \| 1951 \| |                          |                        |                     |
| Equipo | Sede                     | Estadio                | En Primera desde... |
| América (AME) | Ciudad de México         | Ciudad de los Deportes | 1943                |
| Atlante (ATT) | Ciudad de México         | Ciudad de los Deportes | 1943                |
| Guadalajara (GDL) | Guadalajara, Jalisco     | Parque Oro             | 1943                |
| Irapuato (IRA) | Irapuato, Guanajuato     | Revolución             | 1954                |
| León (LEO) | León, Guanajuato         | La Martinica           | 1944                |
| Marte (MAR) | Cuernavaca, Morelos      | Deportivo Morelos      | 1943                |
| Necaxa (NEC) | Ciudad de México         | Ciudad de los Deportes | 1950                |
| Oro (ORO) | Guadalajara, Jalisco     | Parque Oro             | 1944                |
| Puebla (PUE) | Puebla, Puebla           | Parque El Mirador      | 1944                |
| Tampico (TAM) | Tampico, Tamaulipas      | Tampico                | 1945                |
| Toluca (TOL) | Toluca, Estado de México | Héctor Barraza         | 1953                |
| Zacatepec (ZAC) | Zacatepec, Morelos       | Parque del Ingenio     | 1951                |

## Tabla General
| Pos. | Equipo        | Pts. | PJ | G  | E | P  | GF | GC | Dif. |                              |
| ---- | ------------- | ---- | -- | -- | - | -- | -- | -- | ---- | ---------------------------- |
| 1    | Zacatepec (C) | 32   | 22 | 13 | 6 | 3  | 41 | 21 | +20  | Campeón                      |
| 2    | Guadalajara   | 30   | 22 | 12 | 6 | 4  | 41 | 22 | +19  |                              |
| 3    | Necaxa        | 25   | 22 | 10 | 5 | 7  | 42 | 30 | +12  |                              |
| 4    | León          | 25   | 22 | 10 | 5 | 7  | 30 | 24 | +6   |                              |
| 5    | América       | 24   | 22 | 9  | 6 | 7  | 28 | 17 | +11  |                              |
| 6    | Toluca        | 23   | 22 | 9  | 5 | 8  | 35 | 30 | +5   |                              |
| 7    | Tampico       | 23   | 22 | 8  | 7 | 7  | 28 | 35 | −7   |                              |
| 8    | Oro           | 20   | 22 | 8  | 4 | 10 | 42 | 41 | +1   |                              |
| 9    | Puebla        | 20   | 22 | 7  | 6 | 9  | 29 | 37 | −8   |                              |
| 10   | Irapuato      | 16   | 22 | 5  | 6 | 11 | 26 | 38 | −12  |                              |
| 11   | Atlante       | 15   | 22 | 4  | 7 | 11 | 23 | 35 | −12  | Promoción por la permanencia |
| 12   | Marte         | 11   | 22 | 2  | 7 | 13 | 17 | 52 | −35  | Promoción por la permanencia |

 Fuente: RSSSF

## Resultados
| Local \ Visitante | AME | ATT | GUA | IRA | LEO | MAR | NEC | ORO | PUE | TAM | TOL | ZAC |
| ----------------- | --- | --- | --- | --- | --- | --- | --- | --- | --- | --- | --- | --- |
| América           | —   | 0–0 | 2–0 | 0–0 | 2–0 | 5–0 | 1–0 | 2–1 | 0–1 | 0–0 | 1–1 | 0–1 |
| Atlante           | 0–1 | —   | 2–2 | 3–0 | 1–0 | 1–1 | 1–2 | 3–1 | 1–1 | 1–2 | 0–1 | 1–3 |
| Guadalajara       | 2–0 | 5–2 | —   | 2–1 | 2–0 | 0–1 | 0–2 | 2–2 | 4–0 | 4–1 | 3–1 | 3–3 |
| Irapuato          | 1–1 | 0–0 | 0–1 | —   | 0–2 | 0–0 | 3–2 | 3–2 | 4–0 | 4–1 | 3–1 | 3–3 |
| León              | 1–0 | 3–0 | 0–1 | 1–1 | —   | 3–1 | 1–0 | 3–0 | 1–1 | 3–1 | 1–1 | 1–1 |
| Marte             | 0–2 | 2–2 | 0–4 | 1–0 | 0–2 | —   | 0–0 | 1–1 | 2–2 | 1–2 | 0–4 | 0–1 |
| Necaxa            | 2–1 | 0–2 | 3–2 | 3–0 | 1–1 | 6–1 | —   | 3–2 | 1–1 | 2–0 | 4–1 | 4–1 |
| Oro               | 1–5 | 3–0 | 0–2 | 2–3 | 5–1 | 3–2 | 3–3 | —   | 3–1 | 1–1 | 3–1 | 3–0 |
| Puebla            | 2–3 | 3–2 | 0–0 | 3–0 | 1–2 | 1–1 | 3–1 | 3–2 | —   | 3–1 | 2–3 | 0–3 |
| Tampico           | 1–1 | 1–0 | 0–0 | 2–0 | 3–2 | 5–1 | 2–1 | 0–3 | 1–0 | —   | 0–0 | 1–1 |
| Toluca            | 2–1 | 1–1 | 1–2 | 3–1 | 1–2 | 4–1 | 3–1 | 0–1 | 2–0 | 3–2 | —   | 1–1 |
| Zacatepec         | 1–0 | 3–0 | 1–1 | 5–4 | 1–0 | 4–1 | 1–1 | 3–0 | 0–1 | 6–0 | 1–0 | —   |

|                                |
| Zacatepec Campeón 1.er título. |

## Promoción 1ª - 2ª División
Con la intención de incrementar el número de equipos de la Primera División a 14 clubes, la Federación Mexicana de Fútbol organizó un torneo promocional entre los dos peores equipos del máximo circuito y los clubes segundo, tercero y cuarto de la Segunda División, siendo los participantes los siguientes conjuntos: Atlante, Marte, Cuautla, Zamora y Querétaro, los juegos se disputaron en un grupo único a una vuelta.

### Posiciones
| Pos. | Equipo      | Pts. | PJ | G | E | P | GF | GC | Dif. |                                            |
| ---- | ----------- | ---- | -- | - | - | - | -- | -- | ---- | ------------------------------------------ |
| 1    | Atlante (A) | 7    | 4  | 3 | 1 | 0 | 13 | 4  | +9   | Permanencia o ascenso en Primera División  |
| 2    | Zamora (A)  | 4    | 4  | 2 | 0 | 2 | 8  | 8  | 0    | Permanencia o ascenso en Primera División  |
| 3    | Cuautla (A) | 4    | 4  | 2 | 0 | 2 | 8  | 10 | −2   | Permanencia o ascenso en Primera División  |
| 4    | Marte       | 3    | 4  | 1 | 1 | 2 | 9  | 9  | 0    | Descenso o permanencia en Segunda División |
| 5    | Querétaro   | 2    | 4  | 1 | 0 | 3 | 3  | 10 | −7   | Descenso o permanencia en Segunda División |

 Fuente: RSSSF

### Resultados
| Local \ Visitante | ATT | CUA | MAR | QUE | ZAM |
| ----------------- | --- | --- | --- | --- | --- |
| Atlante           | —   | 3–0 | 2–2 | 6–1 | 2–1 |
| Cuautla           | –   | —   | –   | 1–0 | –   |
| Marte             | –   | 3–4 | —   | 3–0 | 1–3 |
| Querétaro         | –   | –   | –   | —   | –   |
| Zamora            | –   | 4–3 | –   | 0–2 | —   |